# الأجسام الراديوية ذات الطيف الضوئي المستمر
الأجسام الراديوية ذات الطيف الضوئي المستمر (يشار إليها أيضًا باسم ROCOSes) هي عبارة عن مجموعة من نحو 80 جسم فيزيائي فلكي، تتسم جميعها بالأطياف الضوئية ولا تملك ميزات الإصدار أو الامتصاص مما يجعل من المستحيل تحديد موقعها وبعدها بالنسبة إلى مجرتنا. وتعتبر فئة فرعية من النجوم المتوهجة الزائفة، وتتشابه في خصائصها الطيفية مع الأقزام البيضاء والثقوب السوداء ذات الكتلة النجمية.

## الاكتشاف والدراسة
اكتشفت الأجسام الراديوية ذات الأطياف الضوئية المستمرة في السبعينيات من القرن العشرين. كان من بين المكتشفين مجموعة من علماء الفيزياء الفلكية السوفيتيين الذين درسوا تلك الأجسام في مرصد القرم للفيزياء الفلكية والمرصد الفيزيائي الفلكي الخاص بالأكاديمية الروسية للعلوم باستخدام تلسكوب بصري بطول 2.6 متر وتلسكوب بصري بطول 6 أمتار (BTA-6) بالإضافة إلى 1000 قناة فوتونية والمقاييس الضوئية الفلكية. نشرت المجموعة النتائج في سلسلة من المقالات في المجلات العلمية الروسية التالية: رسائل الفلك وتقارير علم الفلك.

## المعايير
يُصنّف الجسم الراديوي الفلكي على أنه جسم ذو طيف ضوئي مستمر إذا كان لديه:
1. صورة بصرية ذات مظهر نجمي، حيث يتم التعرف عليها من خلال مصدر راديوي.
2. عدم امتلاك مواصفات الإصدار أو الامتصاص في طيفه البصري، باستثناء تلك الناتجة عن المجرة الخارجية، مع امتلاكه نسبة إشارة إلى تشويش بمستوى يمكن ملاحظته في النجوم الزائفة.[1]

تطابق 8% من الأجسام الراديوية الفلكية المعروفة هذين المعيارين وتعتبر أجسام راديوية ذات طيف ضوئي مستمر.

## الخصائص
إن عدم وجود خطوط إصدار أو امتصاص مميزة في أطياف الأجسام الراديوية ذات الطيف الضوئي المستمر يجعلها متشابهة جدا مع النجوم الزائفة شديدة الاستقطاب (HPQ) وجرم (بل لاسرتا) والثقوب السوداء النجمية. كما إن عدم وجود ميزات طيفية بصرية يجعل من المستحيل استخدام ظاهرة الانزياح الأحمر لتحديد المسافة التي تفصلهم عنا أو حتى التأكد مما إذا كانت موجودة داخل مجرتنا أو خارجها.